# 翁庭華
翁庭華（1934年—），出生於基隆，當代攝影家，作品類型包括紀實、新聞、超現實攝影。 :12早期作品多以專題攝影為主，:48-49後赴日本接受攝影家中居正躬的指導，學習到「色調分離」的暗房技術，發展出超現實的攝影風格。1991年獲得日本第64屆「國展」一等獎，後因連年入選而獲得「國展」免審查資格。:58-59:102-105

## 生平

### 早年生活
翁庭華1934年出生於基隆，1958年進入基隆衛生院工作，1960年開始他的攝影生涯，當時的他仍是業餘人士，從書籍刊物上自學攝影相關的技巧。:28-291963年間，鄧南光、王溪清、鍾錦清、王金塗等攝影家共同成立「台灣省攝影學會」（現稱「台灣攝影學會」），倡導寫實主義攝影，翁庭華加入後，開始拍攝日常生活中的人事物，他每個月參加學會的戶外攝影活動，跟著前輩攝影家到萬華、淡水河畔、萬芳等地拍攝。翁庭華自認參與學會活動的經歷，影響他日後以山區小鎮與漁村為主題的專題攝影。:30

### 專題攝影
1960年代，翁庭華接觸到美國紀實攝影家尤金‧史密斯的專題作品，決定效仿史密斯用連續性的照片來闡述事件全貌。翁庭華在進行專題攝影時，會先進行設定議題、設計腳本、事前場勘等田野調查，讓影像能真實呈現他想要傳達的意義。他會同時進行數個專題，單個主題可能費時數十年完成。著名的系列包括《逝去的腳印》、《山城九份》、《歲月的詩情》等。:48-491966年，翁庭華獲得臺灣攝影沙龍年度第一名。:60

### 新聞攝影
1970年，翁庭華因攝影專長而被調至基隆市政府擔任攝影師，後來透過當時基隆市長陳正雄推薦，成為蔣經國的隨行攝影師，從此開啟他新聞攝影的生涯。《勤政愛民蔣經國》系列便是翁庭華捕捉了蔣經國和民眾互動的過程，藉此塑造總統的親民形象。:60-64

### 赴日進修
1965年至1976年間，翁庭華和妻子在基隆開設照相館「新藝」，在暗房沖洗照片的過程中，翁庭華發現自己的不足，產生進修的念頭。:頁861988年翁庭華退休赴日。他在東京接觸到當代藝術的潮流，作品也往超現實主義的方向發展。翁庭華將曼．雷在暗房中的多重曝光效果，應用在底片拍攝上，成為他特有的「重複曝光底片」實驗。:881988年，翁庭華進入東京日本寫真藝術專門學校研習，後透過教授岩崎美智子的推薦，畢業後至攝影家中居正躬的門下學習沖洗照片，在這段期間學習到「色調分離」（posterization）暗房技術，中居正躬認為此技術創造絢麗的色彩，使翁庭華的超現實主義影像別具風味。:89-90
翁庭華憑藉使用色調分離法的作品，在1989至1991年連續三年入選日本國展，其中1991年憑《心象都市》獲得最高榮譽一等獎，是國展五十三年以來第一位獲獎的外國人。:58-59

### 投入攝影教育
翁庭華從公職退休後，便投入攝影教育。1982年起陸續在國立臺灣海洋大學、崇右企業管理專科學校（現稱「崇右影藝科技大學」）攝影社傳授攝影相關知識，2000年創立「翁氏攝影創作學園」攝影專修班，帶領學生至現實生活中練習捕捉街景。:122